# Périgord
Périgord (UK: /ˈpɛrɪɡɔːr/ PERR-ig-or, US: /ˌpɛrɪˈɡɔːr/ -⁠OR, tiếng Pháp: [peʁiɡɔʁ] ⓘ</img>;tiếng Occitan: Peiregòrd [pejɾeˈɣɔɾ (t)]/Perigòrd [peɾiˈɣɔɾ (t)]) là một vùng địa lý tự nhiên và là tỉnh cũ của Pháp, gần tương ứng với tỉnh Dordogne hiện tại, hiện tại tạo thành phần phía bắc của vùng Aquitaine. Tỉnh được chia thành bốn khu vực được gọi là Périgord Noir (Đen), Périgord Blanc (Trắng), Périgord Vert (Xanh) và Périgord Pourpre (Tím). Địa lý và tài nguyên thiên nhiên của Périgord khiến tỉnh trở thành một vùng hoang sơ giàu lịch sử và thiên nhiên hoang dã, và công viên khu vực tự nhiên Périgord-Limousin mới được thành lập nhằm mục đích bảo tồn nguyên trạng cảnh quang.
Périgord nổi tiếng với ẩm thực, đặc biệt là các sản phẩm từ vịt và ngỗng, chẳng hạn như confit de canard và gan ngỗng. Khu vực được biết đến như trung tâm của nấm cục ở Pháp. Rượu vang Périgourdine gồm Bergerac (đỏ và trắng) và Monbazillac.

## Lịch sử và thời tiền sử
Tàn tích La Mã ở Périgueux đã được khôi phục và toàn bộ khu vực này được biết đến như 'cái nôi của loài người' do rất nhiều địa điểm thời tiền sử, trong đó địa điểm nổi tiếng nhất là hang động vẽ Lascaux, nơi mô tả bò rừng, ngựa, hươu và các loài động vật khác (nhưng không phải của con người) có niên đại khoảng 17.000 năm.
Trung tâm nghiên cứu về thời tiền sử là thị trấn nhỏ les Eyzies, nơi có Bảo tàng Tiền sử mới được xây dựng lại, nơi mà các cuộc điều tra khảo cổ học thế kỷ 19 đã xác lập thung lũng Vézère cũng như một loạt các di tích tiền sử phong phú bất thường có từ khoảng 40.000 năm. Một trong những địa điểm Di sản Thế giới được UNESCO công nhận, thung lũng có 147 địa điểm thời tiền sử có niên đại từ thời đồ đá cũ và 25 hang động được trang trí.
Périgord là một trong những chiến trường chính của Chiến tranh Trăm năm giữa người Pháp và người Anh trong thế kỷ 14 và 15. Đây cũng là vùng đất của các lâu đài Trung cổ và Phục hưng như Puymartin, Losse, Hautefort và Beynac nằm chủ yếu dọc theo sông Dordogne và Vézère. Các lâu đài lớn khác bao gồm Jumilhac-le-Grand, Fénelon, Biron, Bourdeilles, Castelnaud, Puyguilhem và Rouffiac (Angoisse).